# Minderjährigkeit
In Deutschland, Österreich und der Schweiz gilt eine Person unter 18 Jahren, also bis zum Eintritt der Volljährigkeit, als minderjährig. Minderjährige stehen unter einem besonderen gesetzlichen Schutz und haben eingeschränkte Rechte und Pflichten.

## Geschichte
Das römische Recht kannte einen gewissen Schutz Minderjähriger. Ein römischer Bürger wurde grundsätzlich mit 14 Jahren voll rechtsfähig, aber Jugendliche konnten noch bis zum Alter von fünfundzwanzig Jahren unter den Schutz eines Vormundes (curator) gestellt werden.
Im europäischen Mittelalter wurde unterschieden zwischen infantia, die frühe Kindheit bis etwa sieben Jahre, und die pueritia, das Alter von sieben Jahren bis zur Heiratsfähigkeit, bei Knaben bei 14, bei Mädchen bei zwölf Jahren angesetzt.
Auf die pueritia folgte die adolescentia. Über 14-Jährige galten grundsätzlich als volljährig, wobei Frauen rechtlich mit ihrer Heirat von der Vormundschaft des Vaters in diejenige des Ehemannes übertraten.
Die infantia umfasste die eigentliche Kindheit, während derer das Kind in der Obhut der Mutter blieb. Die pueritia war die Zeit der Ausbildung, die v. a. bei Knaben außerhalb des Elternhauses stattfand. Kinder konnten nach mittelalterlichem Recht während der infantia und pueritia Schutz genießen. Der angelsächsische Rechtskodex von König Aethelstan (10. Jh.) etwa sah vor, dass Diebe unter zwölf Jahren straffrei bleiben konnten. Umgekehrt galt aber das Kind während der infantia als Eigentum des Vaters und konnte unter bestimmten Umständen in die Sklaverei verkauft werden.
Nach römischem Vorbild wurden Erben unter 14 Jahren unter Vormundschaft gestellt. Die Magna Charta (1215) garantiert, dass der Vormund das Erbe an den eigentlichen Erben abtreten muss, sobald dieser volljährig wird.

## Deutschland
| Begriff         | 0     | 1     | 2     | 3     | 4     | 5     | 6        | 7        | 8        | 9        | 10    | 11    | 12      | 13      | 14    | 15    | 16    | 17    | 18                      | 19                      | 20                      | 21                      | 22                      | 23                      | 24                      | 25                      | 26                      | 27   | 28   | 29   |
| Säugling        | ja    | nein  | nein  | nein  | nein  | nein  | nein     | nein     | nein     | nein     | nein  | nein  | nein    | nein    | nein  | nein  | nein  | nein  | nein                    | nein                    | nein                    | nein                    | nein                    | nein                    | nein                    | nein                    | nein                    | nein | nein | nein |
| Kleinkind       | teils | ja    | ja    | teils | teils | teils | teils    | nein     | nein     | nein     | nein  | nein  | nein    | nein    | nein  | nein  | nein  | nein  | nein                    | nein                    | nein                    | nein                    | nein                    | nein                    | nein                    | nein                    | nein                    | nein | nein | nein |
| Kind            | ja    | ja    | ja    | ja    | ja    | ja    | ja       | ja       | ja       | ja       | ja    | ja    | teils   | teils   | teils | teils | teils | teils | nein                    | nein                    | nein                    | nein                    | nein                    | nein                    | nein                    | nein                    | nein                    | nein | nein | nein |
| Kindheit        | nein  | nein  | nein  | frühe | frühe | frühe | mittlere | mittlere | mittlere | mittlere | späte | späte | späte   | späte   | nein  | nein  | nein  | nein  | nein                    | nein                    | nein                    | nein                    | nein                    | nein                    | nein                    | nein                    | nein                    | nein | nein | nein |
| Schulkind       | nein  | nein  | nein  | nein  | nein  | nein  | ja       | ja       | ja       | ja       | ja    | ja    | ja      | ja      | ja    | ja    | teils | teils | nein                    | nein                    | nein                    | nein                    | nein                    | nein                    | nein                    | nein                    | nein                    | nein | nein | nein |
| Jugend (Shell)  | nein  | nein  | nein  | nein  | nein  | nein  | nein     | nein     | nein     | nein     | nein  | nein  | ja      | ja      | ja    | ja    | ja    | ja    | ja                      | ja                      | ja                      | ja                      | ja                      | ja                      | ja                      | nein                    | nein                    | nein | nein | nein |
| Jugend (UN)     | nein  | nein  | nein  | nein  | nein  | nein  | nein     | nein     | nein     | nein     | nein  | nein  | nein    | teils   | teils | ja    | ja    | ja    | ja                      | ja                      | teils                   | teils                   | teils                   | teils                   | teils                   | nein                    | nein                    | nein | nein | nein |
| jugendlich      | nein  | nein  | nein  | nein  | nein  | nein  | nein     | nein     | nein     | nein     | nein  | nein  | nein    | nein    | ja    | ja    | ja    | ja    | teils                   | teils                   | teils                   | nein                    | nein                    | nein                    | nein                    | nein                    | nein                    | nein | nein | nein |
| Teenager        | nein  | nein  | nein  | nein  | nein  | nein  | nein     | nein     | nein     | nein     | nein  | nein  | nein    | ja      | ja    | ja    | ja    | ja    | ja                      | ja                      | nein                    | nein                    | nein                    | nein                    | nein                    | nein                    | nein                    | nein | nein | nein |
| Schutzalter     | ja    | ja    | ja    | ja    | ja    | ja    | ja       | ja       | ja       | ja       | ja    | ja    | ja      | ja      | teils | teils | teils | teils | nein                    | nein                    | nein                    | nein                    | nein                    | nein                    | nein                    | nein                    | nein                    | nein | nein | nein |
| minderjährig    | ja    | ja    | ja    | ja    | ja    | ja    | ja       | ja       | ja       | ja       | ja    | ja    | ja      | ja      | ja    | ja    | ja    | ja    | nein                    | nein                    | nein                    | nein                    | nein                    | nein                    | nein                    | nein                    | nein                    | nein | nein | nein |
| Kindergeld      | ja    | ja    | ja    | ja    | ja    | ja    | ja       | ja       | ja       | ja       | ja    | ja    | ja      | ja      | ja    | ja    | ja    | ja    | teils                   | teils                   | teils                   | teils                   | teils                   | teils                   | teils                   | ehemals                 | ehemals                 | nein | nein | nein |
| jung            | teils | teils | teils | teils | teils | teils | teils    | teils    | teils    | teils    | ja    | ja    | ja      | ja      | ja    | ja    | ja    | ja    | teils                   | teils                   | teils                   | teils                   | teils                   | teils                   | teils                   | teils                   | teils                   | nein | nein | nein |
| geschäftsfähig  | nein  | nein  | nein  | nein  | nein  | nein  | nein     | teils    | teils    | teils    | teils | teils | teils   | teils   | teils | teils | teils | teils | ja                      | ja                      | ja                      | ja                      | ja                      | ja                      | ja                      | ja                      | ja                      | ja   | ja   | ja   |
| religionsmündig | nein  | nein  | nein  | nein  | nein  | nein  | nein     | nein     | nein     | nein     | teils | teils | teils   | teils   | ja    | ja    | ja    | ja    | ja                      | ja                      | ja                      | ja                      | ja                      | ja                      | ja                      | ja                      | ja                      | ja   | ja   | ja   |
| strafmündig     | nein  | nein  | nein  | nein  | nein  | nein  | nein     | nein     | nein     | nein     | nein  | nein  | ehemals | ehemals | teils | teils | teils | teils | ja                      | ja                      | ja                      | voll                    | voll                    | voll                    | voll                    | voll                    | voll                    | voll | voll | voll |
| sexualmündig    | nein  | nein  | nein  | nein  | nein  | nein  | nein     | nein     | nein     | nein     | nein  | nein  | nein    | nein    | teils | teils | teils | teils | ja                      | ja                      | ja                      | voll                    | voll                    | voll                    | voll                    | voll                    | voll                    | voll | voll | voll |
| Alkohol         | nein  | nein  | nein  | nein  | nein  | nein  | nein     | nein     | nein     | nein     | nein  | nein  | nein    | nein    | teils | teils | teils | teils | ja                      | ja                      | ja                      | ja                      | ja                      | ja                      | ja                      | ja                      | ja                      | ja   | ja   | ja   |
| volljährig      | nein  | nein  | nein  | nein  | nein  | nein  | nein     | nein     | nein     | nein     | nein  | nein  | nein    | nein    | nein  | nein  | nein  | nein  | ja, junger Volljähriger | ja, junger Volljähriger | ja, junger Volljähriger | ja, junger Volljähriger | ja, junger Volljähriger | ja, junger Volljähriger | ja, junger Volljähriger | ja, junger Volljähriger | ja, junger Volljähriger | ja   | ja   | ja   |
| heranwachsend   | nein  | nein  | nein  | nein  | nein  | nein  | nein     | nein     | nein     | nein     | nein  | nein  | nein    | nein    | nein  | nein  | nein  | nein  | ja                      | ja                      | ja                      | nein                    | nein                    | nein                    | nein                    | nein                    | nein                    | nein | nein | nein |
| FSK/USK         | 0     | 0     | 0     | 0     | 0     | 0     | 6        | 6        | 6        | 6        | 6     | 6     | 12      | 12      | 12    | 12    | 16    | 16    | 18                      | 18                      | 18                      | 18                      | 18                      | 18                      | 18                      | 18                      | 18                      | 18   | 18   | 18   |

### Geschäftsfähigkeit
Bei der Geschäftsfähigkeit Minderjähriger ist die Phase vor sowie nach Vollendung des siebten Lebensjahres zu unterscheiden.
Geschäftsunfähig sind Minderjährige bis zur Vollendung des siebenten Lebensjahres (§ 104 Absatz 1 BGB). Sie können sich also rechtsgeschäftlich nicht binden; jeder rechtsgeschäftlich bedeutsame Wille wird ihnen abgesprochen, ihre Willenserklärungen sind nichtig, § 105 Absatz 1 BGB.
In der Geschäftsfähigkeit beschränkt ist ein Minderjähriger, der das siebente Lebensjahr vollendet hat, nach Maßgabe der § 106 BGB i. V. m. §§ 107 bis 113 BGB. Er bedarf zu einer Willenserklärung, durch die er nicht lediglich einen rechtlichen Vorteil erlangt, der (vorherigen) Einwilligung seines gesetzlichen Vertreters. Ein ohne solche Einwilligung geschlossener Vertrag ist schwebend unwirksam (§ 107 BGB). Er kann durch nachträgliche Genehmigung des gesetzlichen Vertreters wirksam werden (§ 108 BGB). Soweit dem Minderjährigen vom gesetzlichen Vertreter Geldmittel für bestimmte Zwecke oder zur freien Verfügung überlassen wurden (zum Beispiel Taschengeld), kann der Minderjährige in diesem Umfang wirksame Verträge schließen, § 110 BGB (Taschengeldparagraf).
Weder die Geschäftsunfähigkeit noch die beschränkte Geschäftsfähigkeit haben jedoch Auswirkungen auf die Fähigkeit, Willenserklärungen (unbeschränkt) geschäftsfähiger Personen weiterzugeben (als „Erklärungsboten“). So können also z. B. Kinder als Erklärungsboten rechtswirksam für ihre Eltern einkaufen.

### Haftung
Minderjährige haften für ihre Handlungen bis zur Vollendung des siebten Lebensjahres nicht (Haftungsprivileg), es sei denn, die Haftung ist durch die Grundsätze der Billigkeit geboten. Danach haften Minderjährige bis zur Erreichung der Volljährigkeit nur, soweit sie ihr Unrecht einsehen können.
Eine Haftung der Eltern kommt nur in Betracht, wenn sie ihre Aufsichtspflicht verletzt haben. Sie ist jedoch ausgeschlossen, wenn der Schaden auch bei richtiger Aufsicht entstanden wäre.

## Österreich
Ein Minderjähriger ist eine Person, die das 18. Lebensjahr noch nicht vollendet hat. Ein Minderjähriger, der das 14., aber noch nicht das 18. Lebensjahr vollendet hat, ist ein Jugendlicher. Dies ist festgelegt im § 21 Allgemeines bürgerliches Gesetzbuch, im § 1 Jugendgerichtsgesetz 1988 und im § 74 Strafgesetzbuch.

### Historisch
Bei Inkrafttreten des ABGB am 1. Januar 1812 wurde die Volljährigkeit auf 24 Jahre festgelegt. Die Altersgrenze wurde 1919 auf 21 Jahre gesenkt. Vom 1. Juli 1973 bis zum 30. Juni 2001 dauerte die Minderjährigkeit bis zum vollendeten 19. Lebensjahr. Innerhalb dieser Gruppe wurden jene, die das 14. Lebensjahr noch nicht vollendet haben, als unmündig bezeichnet und jene, die das 7. Lebensjahr noch nicht vollendet hatten, als Kinder. Im Laufe der Zeit wurde in verschiedenen Gesetzen die Volljährigkeit auf 18 Jahre abgesenkt.

## Schweiz
Das Alter, mit dem die Volljährigkeit eintritt, wurde 1996 von 20 auf 18 Jahre abgesenkt.